# Касай Геннадій Олександрович
Геннадій Олександрович Касай (нар. 28 листопада 1972, м. Запоріжжя) — український державний діяч, народний депутат України 9-го скликання від 74-го виборчого округу від партії «Слуга народу». Член комітету ВРУ з нацбезпеки. Раніше — директор спортивного комплексу АТ «Мотор Січ», генеральний директор Палацу спорту «Юність». 

## Життєпис
Закінчив Запорізький машинобудівний інститут (спеціальність «Підйомно-транспортні, будівельні, дорожні машини та обладнання»), Запорізький національний технічний університет (спеціальність «Фізичне виховання»).
1989—1990 рр. — токар Запорізького виробничого об'єднання «Моторобудівник».
2002—2008 рр. — начальник виробничо-диспетчерського бюро механічного цеху акціонерного товариства «Мотор Січ».
2008—2009 рр. — заступник начальника механічного цеху з виробництва.
З 2009 р. — директор спортивного комплексу АТ «Мотор Січ».
Член Президії Запорізької федерації гандболу.

## Політична діяльність
У 2015 р. — кандидат у депутати Запорізької міської ради від партії «Нова політика».
Кандидат у народні депутати від партії «Слуга народу» на парламентських виборах 2019 р. (виборчий округ № 74, Комунарський район, частина Олександрівського району м. Запоріжжя). На час виборів: генеральний директор спортивного комплексу ПАТ «Мотор Січ», безпартійний.
Член Комітету Верховної Ради з питань національної безпеки, оборони та розвідки.
За даними «Української правди» входить до т. зв. «групи Коломойського».
Серед помічників Касая — колишні радники регіонала Богуслаєва.
У квітні 2020 року зареєстрував законопроєкт, за яким пропонувалось ліквідувати Державний концерн «Укроборонпром».

## Звинувачення
Разом з братом фігурує на аудіозаписах СБУ телефонних розмов керівництва АТ «Мотор Січ», які підозрюються в незаконному постачанні Збройним Силам Російської Федерації авіадвигунів для російської штурмової авіації та блокуванні передачі гелікоптера Збройним Силам України.
Центр протидії корупції звинувачує Касая у ймовірній причетності до іншої кримінальної справи щодо розкрадання в оборонній сфері, пов'язаної зі змовою між компанією, одним із власників якої був його племінник та посадовцями Міноборони України з метою закупівлі неякісного та за дуже завищеними цінами одягу з Туреччини для українських військових. У серпні 2024 року слідчі СБУ зупинили досудове розслідування, хоча не закрили справу.